# Pugil
Pugil war ein Apothekergewicht für trockene Substanzen und sollte eine Drachme betragen. Es hatte die Bedeutung von einer Handvoll. Das Maß wurde genommen, wenn es nicht auf ein genaues Gewicht ankam. Anwendung fand das Pugil im Geltungsbereich des Nürnberger Medizinalgewichtes.
- 1 Pugil = 1 Drachme = 3 Scrupel = 60 Gran[1]